# Gême
Gême é uma povoação portuguesa sede da Freguesia de Gême do Município de Vila Verde, freguesia com 2,47 km² de área e 521 habitantes (censo de 2021), tendo, por isso, uma densidade populacional de 210,9 hab./km².

## Demografia
A população registada nos censos foi:
| Distribuição da População por Grupos Etários | Distribuição da População por Grupos Etários | Distribuição da População por Grupos Etários | Distribuição da População por Grupos Etários | Distribuição da População por Grupos Etários |
| -------------------------------------------- | -------------------------------------------- | -------------------------------------------- | -------------------------------------------- | -------------------------------------------- |
| Ano                                          | 0-14 Anos                                    | 15-24 Anos                                   | 25-64 Anos                                   | > 65 Anos                                    |
| 2001                                         | 85                                           | 76                                           | 246                                          | 67                                           |
| 2011                                         | 103                                          | 65                                           | 285                                          | 98                                           |
| 2021                                         | 68                                           | 68                                           | 273                                          | 112                                          |

## História
Pertenceu ao concelho de Pico de Regalados. Após a extinção deste concelho, por decreto de 24 de outubro de 1855, passou para o concelho (atual município) de Vila Verde.

## Património
- Igreja de Gême (São Cláudio)
- Capela de Santa Engrácia

## Lugares
Lugares da Freguesia de Gême, para além da sua sede:
- Aldeia
- Bouça
- Casal
- Couto
- Igreja
- Monte
- Passos
- Portela
- Rego
- Sá
- senra
- Souto
- Valado